# Mira, la detective del reino
Mira, la detective del reino (título original en inglés: Mira, Royal Detective) es una serie de televisión infantil de misterio animada por CGI estadounidense producida por Wild Canary Animation, que está inspirada en la cultura y las costumbres indias. La protagonista del programa, Mira, es la "primera protagonista del sur de Asia" en un programa de Disney Junior. Debutó en el canal y bloque de programación Disney Junior en Estados Unidos el 20 de marzo de 2020, y en Canadá el 22 de marzo.
El 12 de diciembre de 2019, el programa se renovó por una segunda temporada antes del debut de la primera temporada. La segunda temporada se estrenó el 5 de abril de 2021 en Disney Junior y DisneyNOW.

## Sinopsis
Ambientada en un reino ficticio llamado Jalpur que se asemeja a una  India de finales del siglo XIX, la serie sigue a la valiente e ingeniosa niña Mira, una plebeya que es designada para el papel de detective real por la reina. Y viaja por todo su reino para ayudar tanto a la realeza como a los plebeyos. Junto a Mira están sus dos mangostas compañeros Mikku y Chikku.

## Personajes

### Personajes principales
- Mira (expresada por Leela Ladnier[9]) — La protagonista titular que fue designada por la reina Shanti para ser detective real en Jaipur después de resolver un misterio que involucra salvar al joven príncipe del reino.[10] El detective real antes que ella era un hombre llamado "Gupta" como se revela en el episodio "The Mystery of the Secret Room" pero no se sabe por qué dejó de ser el detective real ni qué le sucedió, mientras que la reina Shanti, en otros episodios, se refiere al hecho de que ha habido detectives reales en el pasado.
- Mikku (expresado por Kal Penn[9]) — Una mangosta que ayuda a Mira en sus casos. Chikku es su hermano.
- Chikku (expresado por Utkarsh Ambudkar[9]) — Otra mangosta que ayuda a Mira y es el hermano del compañero mangosta, Mikku.

### Personajes recurrentes
- Reina Shanti (expresada por Freida Pinto[9][11]) — La Reina de Jalpur y considera que Mira, a quien eligió para ser la detective real, es como una hija. El príncipe Neel y Veer son sus hijos.
- Príncipe Neel (expresado por Kamran Lucas[9][11] — Un amigo de Mira, otros en Jalpur, el hermano menor del Príncipe Veer, y es un inventor brillante y talentoso. A menudo vuela por la ciudad en su "flycycle", una máquina que le permite a alguien volar pedaleando en el aire. También parece estar un poco enamorado de Mira.
- Príncipe Veer (expresado por Karan Brar[9][11]) — Un amigo de Mira, el hermano mayor del príncipe Neel y el aspirante a rey de Jalpur.
- Priya (expresada por Roshni Edwards[9][7][11]) — La prima de Mira, es muy creativa y consciente de la moda, lo que le permite hacer su propia ropa.

## Episodios
| Temporada | Temporada | Segmentos | Episodios | Emisión original    | Emisión original    |
| Temporada | Temporada | Segmentos | Episodios | Inicio              | Final               |
| --------- | --------- | --------- | --------- | ------------------- | ------------------- |
|           | 1         | 50        | 25        | 20 de marzo de 2020 | 27 de marzo de 2021 |
|           | 2         | 54        | 29        | 5 de abril de 2021  | 20 de junio de 2022 |

## Producción
Sascha Paladino, anteriormente escritor de Doc McStuffins, dijo a Associated Press en marzo de 2020 que querían que la serie "se sintiera auténtica" y que lo hicieron al incluir "tantas voces del sur de Asia en el proceso como fuera posible". Esperaba que el programa, para aquellos que no eran del sur de Asia, les permitiera ver "una cultura nueva e interesante que, con suerte, querrán explorar", y dijo que creía que los personajes son lo suficientemente universales como para que "todos los niños pueden relacionarse con las historias". Shagorika Ghosh Perkins de IW Group como consultora cultural, un bailarín de Bollywood llamado Nakul Dev Mahajan, y otros diseñadores, músicos, escritores, aquellos que trabajan en el estudio de animación en India, fueron consultados para realizar el espectáculo. La serie fue creada para niños de 2 a 7 años, y cada una de las decisiones de Mira fomenta el "pensamiento crítico y el razonamiento deductivo en los espectadores jóvenes" en opinión de Romper. Paladino también declaró que el equipo del programa estaba "inspirado por la cultura india en todos los niveles".